# Nette à cou rose
Rhodonessa caryophyllacea
Genre
Espèce
Synonymes
- Netta caryophyllacea

Statut de conservation UICN

 CR D : 
En danger critique
Statut CITES
La Nette à cou rose ou canard à tête rose (Rhodonessa caryophyllacea) est une espèce de canards de la famille des Anatidés, la seule du genre Rhodonessa. C'est un des oiseaux dont l'existence est la plus énigmatique. Seules quelques possibles observations font que l'espèce n'est pas encore définitivement considérée comme éteinte.

## Description
Grand canard, élancé, haut sur pattes, munis d'un long cou. Mâle noir, aux reflets verdâtres, rémiges blanchâtres. Nuque, cou et tête rose vif, crête légère, bec rosâtre. Femelle plus petite, plumage identique, mais plus terne et plus clair, tête blanc-rose, bec gris, rougeâtre à la base. Le plumage du juvénile est plus terne que celui de la femelle, tirant sur le brun sombre, plutôt que le noir. Cri : le mâle siffle faiblement, la femelle produit un « quack » plutôt faible. Longueur totale : 60 cm.

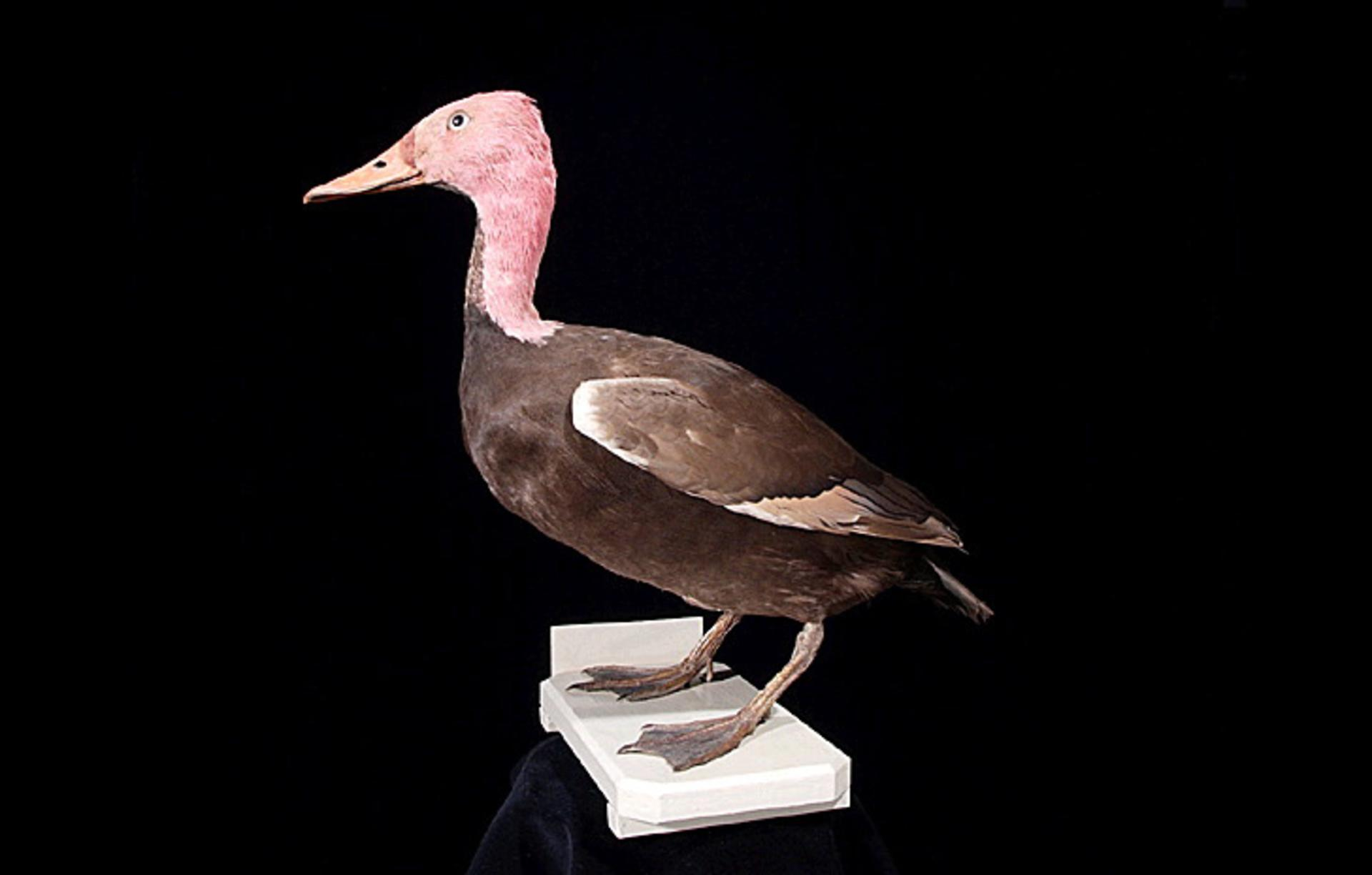

## Habitat et répartition
Vit dans les zones marécageuses boisées en plaines, avec une très dense végétation palustre. Présent notamment dans les zones inondables (zone de crue). Son ancienne aire de répartition englobait les deltas du Gange et du Brahmapoutre, mais plus largement tout le Nord-Est de l'Inde, ainsi que le Bangladesh et le Nord de la Birmanie. Observé rarement au Népal. Aujourd'hui il semble confiné au Nord de la Birmanie uniquement.

## Comportement
Espèce discrète, aimant le refuge qu'offre la végétation dense où il se retire. Souvent en petits groupes, parfois observé par groupe de 30-40 individus. Il est possible qu'il y ait un déplacement à l'intérieur de l'aire de répartition ce qui expliquerait une distribution si éclatée. Il est également possible qu'il soit nocturne ou/et crépusculaire.

## Menaces
La menace principale aujourd'hui est la conversion des zones marécageuses en zones agricoles, par assèchement du sol, ainsi que le déboisement. La chasse également fut une menace très importante, notamment au XIXe et début du XXe siècle. D'ailleurs d'autres espèces ont souffert des mêmes problèmes, comme le canard à ailes blanches, originaire d'Asie du Sud-Est.

## Population
Bien que plus répandue autrefois, cette espèce a toujours été considérée comme rare. Elle n'a plus été observée à partir de 1949. Il semble donc que la chasse soit, en premier lieu, l'élément déclencheur de la raréfaction de l'espèce. La Révolution verte en Inde, commencée dans les années 1960, semble avoir achevé la disparition totale de l'espèce. Toutefois un important travail de recherche mené dans les années 2000, entre 2003 et 2006 plus précisément, aurait permis une observation valide sur le terrain. Deux observations encore une fois en Birmanie, par des pêcheurs, semblent être les preuves les plus crédibles que cette espèce existe toujours, dans le nord de la Birmanie. Cependant le nombre très faible d'observations laisse supposer que la population restante est extrêmement réduite, d'où son classement en tant qu'espèce en danger critique d'extinction selon UICN.
Pour le Congrès ornithologique international, cette espèce est éteinte.

## Taxinomie
synonymeNetta caryophyllacea.